# Klaus Fichtel
Klaus Fichtel (n. 19 de noviembre de 1944 en Castrop-Rauxel, Recklinghausen Renania del Norte, Alemania) es un exfutbolista internacional, que jugaba en la posición de defensa.
Inició su carrera profesional en el FC Schalke 04, para luego pasar al SV Werder Bremen por cuatro años, regresando luego al Schalke. En total jugó 552 partidos (14 goles) en la Bundesliga. Asimismo jugó 42 partidos en la Segunda División alemana mientras jugaba para el Werder Bremen.
Fichtel jugó 23 partidos para el seleccionado de Alemania Democrática entre 1967 y 1971, anotando un gol contra Escocia en 1969. Fue parte del equipo de Alemania que participó en la Copa Mundial de Fútbol de 1970, jugando cinco partidos en el torneo.
Durante 21 años cumplió la función de ojeador para el Schalke 04 hasta su renuncia en junio de 2011.

## Clubes
| Club          | País     | Año       |
| ------------- | -------- | --------- |
| FC Schalke 04 | Alemania | 1965-1980 |
| Werder Bremen | Alemania | 1980-1984 |
| FC Schalke 04 | Alemania | 1984-1988 |